# ثيودور دونهام جونيور
ثيودور دونهام جونيور (بالإنجليزية: Theodore Dunham, Jr.)‏ هو فيزيائي وعالم فلك أمريكي، ولد في 17 ديسمبر 1897 في نيويورك في الولايات المتحدة، وتوفي في 3 أبريل 1984 في Chocorua, New Hampshire ‏ في الولايات المتحدة.